# حاصد القمر (رواية)
حاصد القمر(1) (بالإنجليزية: Moonraker) هي الرواية الثالثة للكاتب البريطاني إيان فلمنغ التي تدور عن عميله الخيالي جيمس بوند في جهاز الخدمة السرية البريطانية. نشرت دار جوناثان كيب الرواية في 5 أبريل 1955 وكان تصميم غلاف الرواية من وحي فلمنغ. اشتُقت الحبكة من سيناريو قصير جدًا كتبه فلمنغ لرواية كاملة، لذلك أضاف إليها لعبة البريدج بين بوند ورجل الصناعة هوغو دراكس [الإنجليزية]. ينضم بوند إلى طاقم دراكس في النصف الأخير من الرواية، حيث يبني رجل الأعمال نموذج حاصد القمر، النموذج الأولي لصاروخ مصمم للدفاع عن إنجلترا. كان بوند يجهل أصل دراكس، وهو ألماني ونازي سابق كان يعمل حينها لصالح السوفيت. وقد تضمنت مكيدته إعداد صاروخ وتسليحه برأس نووي وإطلاقه تجاه لندن. تدور رواية حاصد القمر في بريطانيا بالكامل وهو أمر فريد بالنسبة لروايات بوند، مما أثار استياء بعض القراء الذين شكوا من نقص وجود الأماكن الغريبة.
استقبل النقاد حاصد القمر على غرار روايات فلمنغ السابقة. بُنيت الرواية على العديد من مخاوف الخمسينيات، بما في ذلك هجوم بالصواريخ (على غرار ضربات صاروخ ف-2 خلال الحرب العالمية الثانية) والإبادة النووية والشيوعية السوفيتية وعودة ظهور النازية و«التهديد الداخلي» الذي تبثه كلتا الأيديولوجيتين. يتطرق فلمنغ إلى الهوية الإنجليزية حيث تُصور الرواية فضائل إنجلترا وقوتها. شملت اقتباسات الرواية مسلسلًا على إذاعة جنوب إفريقيا في 1956 من بطولة بوب هولنس وقصة مصورة في صحيفة ديلي إكسبريس عام 1958. اتُخذ من اسم الرواية في 1979 عنوان للفيلم الرسمي الحادي عشر من سلسلة بوند من إنتاج ايون والرابع من بطولة روجر مور في دور بوند؛ اختلفت الحبكة كثيرًا عن الرواية لتشمل رحلات فضائية.

## الحبكة
يطلب إم، رئيس جهاز الخدمة السرية البريطانية، من جيمس بوند الانضمام إليه في نادي إم، المسمى بليدز [الإنجليزية]. حيث يربح عضو النادي ورجل الأعمال المليونير السير هوغو دراكس [الإنجليزية] أموالًا طائلة عبر لعبة البريدج، خلافًا لكل التوقعات على ما يبدو. مما يثير حفيظة إم في كونه يغش. وعلى الرغم من تظاهره باللامبالاة، فإنه يشعر بالقلق من سبب لجوء مليونير وبطل قومي إلى الخداع. يتأكد بوند من خداع دراكس ويتمكن من قلب الآية بمساعدة مجموعة من الأوراق المغشوشة، ليربح 15.000 جنيه إسترليني (ما يعادل أكثر من سبعة أضعاف راتبه السنوي).
يعد دراكس نتاج ماضي غامض، لدرجة زعمه أنه مجهولًا حتى بالنسبة له. فمن المفترض أنه كان جنديًا في الجيش البريطاني خلال الحرب العالمية الثانية، عندما أُصيب بجروح بالغة وفقد ذاكرته نتيجة انفجار قنبلة زرعها مخرب ألماني في مقر ميداني بريطاني. وقد عاد إلى الوطن بعد إعادة تأهيل مكثفة في مستشفى عسكري ليصبح رجل صناعة ثري. بعدما بنى ثروته وأثبت وجوده العملي والمجتمعي، بدأ دراكس في بناء «حاصد القمر»، أول مشروع بريطاني للصواريخ النووية، بهدف الدفاع عن بريطانيا ضد أعدائها في الحرب الباردة. كان من المقرر أن يكون صاروخ حاصد القمر عبارة عن صاروخ في-2 مطور باستخدام الهيدروجين السائل والفلور كوقود للصاروخ؛ بجانب استخدام الكولومبيت الذي كان دراكس يحتكره. كان حاصد القمر قادرًا على استخدام هذه الأنواع من الوقود القوي، نظرًا لتحمل محرك الصاروخ درجات حرارة الاحتراق العالية، مما زاد من مداه المؤثر بقوة.
بعدما قُتل ضابط أمن في وزارة التموين خلال عمله في المشروع بالرصاص، يُكلف إم بوند بحل محله، كذلك بالتحقق فيما يجري في قاعدة بناء الصواريخ الواقعة بين دوفر وديلْ [الإنجليزية] على الساحل الجنوبي لإنجلترا. كان جميع علماء الصواريخ الذين يعملون في هذا المشروع من الألمان. يلتقي بوند بحكم منصبه في القاعدة بالحسناء غالا براند وهي شُرطية من الفرع الخاص [الإنجليزية] تعمل كمساعدة شخصية لدراكس في الخفاء. يكتشف بوند أيضًا أدلة تتعلق بوفاة سلفه ويستنتج أن مقتل الرجل ربما كان لاكتشافه وجود غواصة قبالة الساحل.
يقبض بوند على كريبس أحد أتباع دراكس عندما كان يتلصص على غرفته. في وقت لاحق، كادت محاولة اغتيال بتدبير انهيار أرضي أن تقتل بوند وبراند، بينما يسبحان تحت منحدرات دوفر. يصطحب دراكس براند إلى لندن، هناك تتكشف حقيقة صواريخ حاصد القمر من خلال مقارنة أرقام مسار إطلاقها مع تلك الموجودة في دفتر ملاحظات اختلسته من جيب دراكس. لكن كريبس يمسك ببراند، لتجد نفسها محبوسة في محطة توجيه لاسلكية سرية تهدف إلى أن تكون منارة لنظام توجيه الصاروخ نحو قلب لندن. عندما يُعيد دراكس براند إلى منشأة حاصد القمر، يطارده بوند لكنه يقع أيضًا في قبضة دراكس وكريبس.
يروي دراكس لبوند أنه لم يكن جنديًا بريطانيًا ولم يعاني أبدًا من فقدان الذاكرة وأن اسمه الحقيقي هو غراف هوغو فون دير دراش، القائد الألماني لوحدة مغاوير فيرفولف. وهو المخرب الذي وضع فريقه السيارة المفخخة في مقر الجيش الميداني، لكنه أصيب في الانفجار. أما قصة فقدانه للذاكرة فقد كانت مجرد غطاء استخدمه خلال تعافيه في المستشفى لتجنب انتقام الحلفاء، على الرغم من أن ذلك سيؤدي إلى منحه هوية بريطانية جديدة تمامًا. كان دراكس لا يزال نازيًا مخلصًا ومصممًا على الانتقام من إنجلترا لأجل هزيمة وطن آبائه في الحرب ولأجل تاريخه السابق من الإهانات الاجتماعية التي عانى منها عندما كان شابًا نشأ في مدرسة داخلية إنجليزية قبل الحرب. ويوضح أن غرضه الحالي هو تدمير لندن برأس حربي نووي زوده به الاتحاد السوفيتي لتركيبه سرًا على حاصد القمر. كما يخطط للعب في سوق الأسهم في اليوم السابق لتحقيق ربح ضخم من الكارثة الوشيكة.
يُسجن بوند وبراند في أسفل الصاروخ بحيث يؤدي انفجار محركات حاصد القمر إلى احتراقهما، حتى يُمحى أي أثر لهما بمجرد إطلاق الصاروخ. لكن الزوج يتمكن من الهرب قبل الإطلاق. تُسلم براند الإحداثيات التي يحتاجها بوند لإعادة توجيه الجيروسكوبات وإرسال صاروخ حاصد القمر إلى البحر. خلال ذلك، يحاول دراكس وتابعه الهرب بغواصة سوفيتية نظير تعاونه مع الاستخبارات السوفيتية طوال الوقت، إلا أنه يُقتل أثناء هرب الغواصة إلى المياه التي أُعيد توجيه صاروخ حاصد القمر إليها. يلتقي بوند ببراند بعد استجوابهما في المقر الرئيسي، متوقعًا صحبتها، لكنهما يفترقا بعدما كشفت له عن خطوبتها من أحد زملائها في الفرع الخاص.

## خلفية الرواية وتاريخها
قرأ المنتج السينمائي ألكسندر كوردا نسخة منقحة من رواية عش ودع الآخرين يموتون في أوائل 1953، وأخبر كاتبها إيان فلمنغ أنه متحمس بشأنها، لكنها لن تُشكل قوامًا يصلح لفيلم. أخبر فلمنغ المنتج أن روايته التالية ستُمثل توسعًا لفكرة سيناريو وستدور أحداثها في لندن وكنت، مضيفًا أن موقع التصوير سيتيح «بعض المشاهد المدهشة للفيلم».

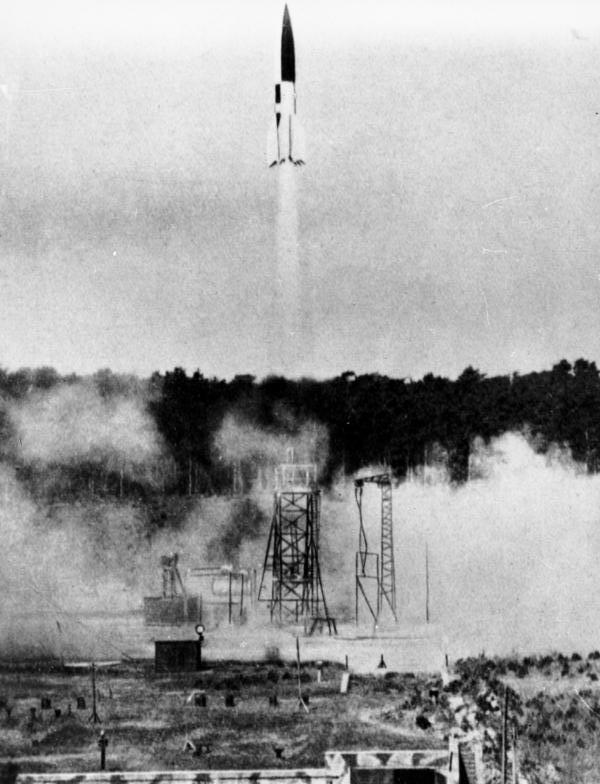
إطلاق صاروخ في-2 إبان صيف 1943 والذي شكل تهديده المذكور من زمن الحرب أساس الرواية.

أجرى فلمنغ قدرًا كبيرًا من الأبحاث الأساسية استعدادًا لكتابة حاصد القمر؛ فقد طلب من زميله أنتوني تيري مراسل صحيفة صنداي تايمز معلومات عن فيرفولف (حركة المقاومة الألمانية في نهاية الحرب العالمية الثانية) وصواريخ في-2 الألمانية التي كانت موضوعًا خاطب بشأنه كاتب الخيال العلمي آرثر سي كلارك وجمعية بين الكواكب البريطانية. كما زار فلمنغ إريك شتراوس الطبيب النفسي في شارع ويمبول [الإنجليزية] لمناقشة سمات المصابين بجنون العظمة. فأعاره شتراوس كتاب «رجال عباقرة» والذي أظهر الصلة بين جنون العظمة ومص الإبهام في مرحلة الطفولة. استخدم فلمنغ هذه المعلومات لإضفاء سمة فلج الأسنان لدراكس، وهي نتيجة شائعة لمص الإبهام. ووفقًا لما ذكره أندرو ليسيت كاتب سيرة فلمنغ الذاتية، فإنه «أراد جعل حاصد القمر أكثر رواياته الطموحة والذاتية حتى اليوم.» كان فلمنغ، لاعب الورق الشغوف، مفتونًا بخلفية فضيحة القمار الملكية [الإنجليزية] في 1890،(1) حتى أنه عندما التقى سنة 1953 بامرأة شهدت اللعبة، سألها باهتمام شديد لدرجة أنها انخرطت في البكاء.
سافر فلمنغ وزوجته آن في يناير 1954 إلى ضيعة العين الذهبية في جامايكا لقضاء إجازتهما السنوية البالغة شهرين. كان قد كتب بالفعل روايتين عن بوند هما كازينو رويال، التي نُشرت في أبريل 1953 وعش ودع الآخرين يموتون، التي كان نشرها وشيكًا.(2) بدأ فلمنغ في كتابة حاصد القمر لدى وصوله إلى منطقة البحر الكاريبي. وقد كتب لاحقًا مقالة لمجلة الكُتب وبائعي الكتب [الإنجليزية] وصف فيها نهجه الكتابي، فقال: «أكتب لنحو ثلاث ساعات صباحاً... وأمضي ساعة أخرى من العمل بين الساعة السادسة والسابعة مساءً. لا أصحح أي شيء نهائياً ولا أرجع نهائياً لأرى ما قد كتبته... وإذا تبعت طريقتي، فإنك ستكتب 2,000 كلمة يومياً». بحلول 24 فبراير كان فلمنغ قد كتب أكثر من 30.000 كلمة، على الرغم من أنه كتب إلى أحد أصدقائه قائلاً أنه شعر وكأنه يُحاكي بالفعل روايتي بوند السابقتين. حملت نسخة فلمنغ الخاصة به النص التالي «كُتبت في يناير وفبراير 1954 ونُشرت بعد ذلك بعام. وهي تستند إلى سيناريو فيلم كان يدور في ذهني لسنوات عديدة.» وقد ذكر لاحقًا أن فكرة الفيلم كانت قصيرة جدًا بالنسبة لرواية كاملة وأنه «كان مضطرًا إلى ربط النصف الأول من الرواية إلى حد ما بفكرة الفيلم من أجل الوصول إلى الطول المطلوب.»
نظر فلمنغ في عدة عناوين للرواية، فوقع اختياره الأول على «الحاصد للقمر»، حتى ذكّره نويل كوارد برواية تحمل نفس الاسم من تأليف إف. تينسون جيسي [الإنجليزية]. فبحث فلمنغ في عناوين مثل «سر حاصد القمر» و«مؤامرة حاصد القمر» و«العنصر الوحشي» و«الخروج عن الصواب» و«الآلة الجهنمية» و«جحيم أيام الاثنين» و«الخروج من السماء الصافية». اقترح جورج رين هوارد [الإنجليزية] مؤسس جوناثان كيب عناوين مثل «بوند وحاصد القمر» و«فزع حاصد القمر» و«خطة حاصد القمر»، بينما اقترح صديقه الكاتب وليام بلومر عنوان «الجحيم هنا»؛ كان الاختيار النهائي من اقتراح رين هوارد وهو «حاصد القمر».
على الرغم من أن فلمنغ لم يحدد تواريخًا لأحداث رواياته، فقد حدد كاتبان جداولًا زمنية مختلفة بناءً على الأحداث والمواقف في سلسلة الرواية ككل. فقد حدد كلًا من جون غريسوولد وهنري تشانسيلور [الإنجليزية] وكلاهما كتبا روايات باسم مطبوعات إيان فلمنغ أحداث رواية حاصد القمر في 1953؛ كان غريسوولد أكثر دقة، فقد ذكر أن الرواية وقعت في مايو من ذلك العام.

## تطورها

### مُلهمات الحبكة

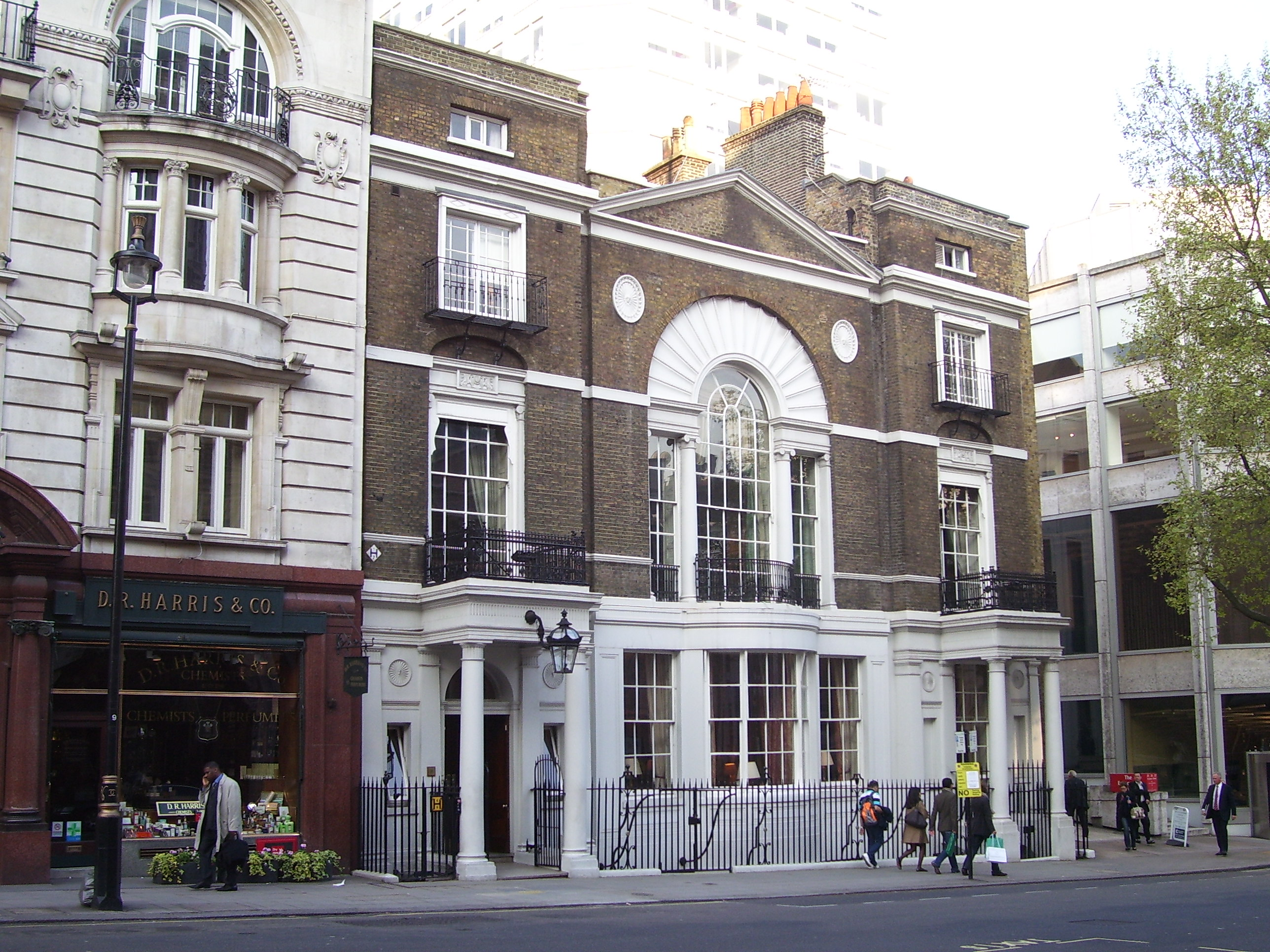
كان بودلز (نادي علية القوم في لندن) نموذجًا لنادي بليدز. فقد كان فلمنغ عضوًا في ثلاثة أندية، بما في ذلك نادي بودلز.

استلهم فلمنغ المواقع من تجاربه الشخصية. تُعد حاصد القمر رواية بوند الوحيدة التي تدور أحداثها في بريطانيا فقط، والتي منحت فلمنغ الفرصة للكتابة عن إنجلترا التي يبجلها، مثل ريف كينت، بما في ذلك منحدرات دوفر البيضاء، ونوادي لندن. امتلك فلمنغ كوخًا في سانت مارغرتس آت كليف [الإنجليزية] بالقرب من دوفر وبذل مجهودًا كبيرًا للحصول على تفاصيل المنطقة بدقة، حتى أنه أعار سيارته إلى ربيبه، لقياس رحلة ممر مطاردة السيارات من لندن إلى ديل. استعان فلمنغ بتجاربه في أندية لندن كخلفية لمشاهد نادي بليدز. حيث تمتع بعضوية نوادي بودلز ووايتس وبورتلاند، بصفته أحد أعضاء تلك الأندية، ومن المعتقد أن مزيجًا من نادي بودلز ونادي بورتلاند شكلا نموذجًًا لنادي بليدز؛ اعتبر المؤلف مايكل دبدن [الإنجليزية] مشهد النادي كونه «أحد أفضل الأشياء التي صورها إيان فلمنغ من أي وقت مضى بلا شك.»
تركز الفصول الأولى من الرواية على حياة بوند الخاصة، باعتماد أسلوب حياة فلمنغ أساسًا لبوند. استخدم فلمنغ جوانب أخرى من حياته الخاصة كأصدقائه كما جرى في رواياته السابقة: فقد اقتبس اسم هوغو دراكس من اسم صهره هوغو تشارترس [الإنجليزية]. ومن أحد معارفه في البحرية الأدميرال سير ريجنالد دراكس [الإنجليزية]، في حين كان دف ساذرلاند صديق فلمنغ (الذي وُصف بأنه «شاب أشعث المظهر») أحد لاعبي البوكر في نادي بليدز. كان اسم مدير شرطة سكوتلانديارد روني فالانس خليطًا من أسماء رونالد هاو [الإنجليزية]، مساعد المفوض الفعلي في يارد وفالانس لودج وشركاه ومحاسبو فلمنغ. استُلهمت عناصر أخرى من الحبكة من دراية فلمنغ بالعمليات الحربية التي نفذتها تي-فورس وهي وحدة سرية تابعة للجيش البريطاني تشكلت لمواصلة عمل الوحدة الهجومية رقم 30 [الإنجليزية] التي أسسها فلمنغ.

### الشخصيات
تعتبر رواية حاصد القمر أكثر عمقًا واستبطانًا من أعمال فلمنغ السابقة وفقًا للكاتب ريموند بنسون، حيث أنها تسمح للمؤلف بزيادة تطور الشخصيات. على هذا النحو، أصبح بوند «شيئًا.. أكبر من الشخصية الخيالية» كما ظهر في الروايتين السابقتين. تركز بداية الرواية على نمط معيشة بوند وروتينه اليومي والذي يصفه فلمنغ بأنه «عدة ساعات من العمل من حوالي الساعة العاشرة حتى السادسة.. ثم قضاء الأمسيات في لعب الورق بصحبة عدد قليل من الأصدقاء المقربين.. أو مطارحة الغرام بشغف بارد إلى حد ما مع واحدة من بين ثلاث نساء متزوجات يتشاركن الوحدة»، صُورّ أسلوب الحياة هذا إلى حد كبير على غرار أسلوب حياة فلمنغ، والذي يعتبره الصحافي والكاتب ماثيو باركر أنه يعكس «بؤسًًا» في شخصية المؤلف. كذلك عُرضت رذيلتين من رذائل بوند الأخرى في الرواية وفقًا لهنري تشانسلور؛ ولعه اللا قانوني بالمقامرة (باستثناء نوادي الأعضاء الخاصة في 1955) والإفراط في تناول المشروبات الكحولية وتعاطي المخدرات، ولم تكن أيًا منهما مُنكرة في أوساط الطبقة العليا فيما بعد الحرب. يحتسي بوند فودكا مارتيني وقنينة فودكا مع إم وزجاجتين من الشمبانيا والبراندي استعدادًا للتغلب على دراكس في لعب الورق؛ كما أنه يخلط كمية من البنزيدرين والأمفيتامين في كأس من الشمبانيا. وفقًا لما ذكره بن ماكنتاير [الإنجليزية] الصحافي والمؤرخ في صحيفة التايمز، فإن احتساء الكحول بالنسبة لفلمنغ يُقصد به «الانفراج والتقليد والمصداقية». كان الجنود يتعاطون البنزيدرين بانتظام خلال الحرب ليظلوا يقظين ومنتبهين، وكان فلمنغ يتعاطاه في بعض الأحيان.
لم يكن دراكس طبيعيًا من الناحية الجسدية، على غرار العديد من خصوم بوند اللاحقين. بكتفين عريضتين للغاية ورأس كبير وأسنان بارزة بينهما فلج. مع وجود ندوب شديدة تشوه وجهه نتيجة انفجار من زمن الحرب. وفقًا للكاتبين كينغسلي أميس وبنسون وكلاهما كتب لاحقًا روايات عن بوند فإن دراكس هو الشرير الأكثر نجاحًا في عُرف بوند. يعزو أميس ذلك إلى أن «معظم الخيال والطاقة بُذلَت في تصويره. إنه يحيا في العالم الحقيقي.. ويطغى حضوره المادي على حاصد القمر». ويشاركه تشانسلور رأيه معتبرًا دراكس «ربما يكون الأكثر إقناعًا» من بين جميع أشرار فلمنغ. كتب المؤرخ الثقافي جيريمي بلاك أنه كما هو الحال مع لو شيفر [الإنجليزية] ومستر بيغ [الإنجليزية]، الشريران في أول روايتين عن بوند، فإن أصول دراكس وتاريخ الحرب كانا ضروريان لفهم الشخصية. مثل العديد من الخصوم الآخرين في عُرف بوند، كان دراكس ألمانيًا، مما يُذكر القُراء بتهديد مألوف في بريطانيا فترة الخمسينيات.(3) لم يكن لدراكس زوجة أو عشيقة على عكس معايير فلمنغ وأعماله، مما جعل ذلك أمرًا غريبًًا على عالم بوند.
يعتبر بنسون دور براند كونه واحدًا من أضعف الأدوار النسائية في عُرف بوند و«عودة إلى الشخصية الصارمة التي تُشبه ڤيسبر ليند [الإنجليزية] في كازينو رويال إلى حد ما». يؤدي تجاهل براند لبوند إلى محو الانجذاب الجنسي من الرواية؛ حيث تظهر كامرأة فريدة من نوعها في عُرف بوند لكونها الوحيدة التي لم يغويها. كتب المؤرخان الثقافيان جانيت وولاكوت وتوني بينيت أن التحفظ الملحوظ الذي أظهرته براند لبوند لم يكن نتيجة البرود الجنسي، إنما لخطوبتها من ضابط شرطة زميل.
تعتبر شخصية إم كذلك شخصية أخرى صُورت بدرجة وافية أكثر مما كانت عليه في الروايات السابقة ولأول مرة في السلسلة يُرى خارج مقر عمله في نادي بليدز. لكن لم يُفسر أبدًا كيفية حدوث ذلك أو كيفية تمكنه من دفع عضويته في النادي، والذي كان يضم عضوية محدودة من 200 رجل فقط وكان عليهم جميعًا امتلاك 100.000 جنيه إسترليني نقدًا أو أوراق مالية طُليت أطرافها بالذهب [الإنجليزية].(4) يذكر أميس في دراسته «ملف جيمس بوند [الإنجليزية]» أن عضوية إم في النادي كانت ستصبح أمرًا مُحيرًا بالنسبة لراتبه. فهو يشير إلى أن إم في رواية «في الخدمة السرية لجلالتها» سنة 1963، كشف عن تقاضيه 6.500 جنيه إسترليني سنويًا كرئيس للخدمة السرية.(5)

### الأسلوب
حلل بنسون أسلوب رواية فلمنغ وحدد ما وصفه بـ«استدراج فلمنغ» وهي طريقة أسلوبية تستدرج القارئ من فصل إلى آخر باستخدام «عناصر تشويق» في نهاية كل فصل لزيادة التوتر وجذب القارئ إلى الفصل التالي. يشعر بنسون أن الاستدراج في حاصد القمر لم يكن واضحًا كما ظهر في أعمال فلمنغ السابقة ويرجع ذلك إلى حد كبير، إلى غياب تسلسلات الحركة في الرواية.
وفقًا للمحلل الأدبي ليروي إل. بانك في فحصه لروايات أدب الجاسوسية البريطانية في القرن العشرين، فإن فلمنغ في حاصد القمر يستخدم أسلوبًا أقرب إلى القصة البوليسية منه إلى نوع الإثارة. يتجلى هذا في وضع فلمنغ أدلة على خط الحبكة طوال الرواية وترك دراكس يكشف النقاب عن خطته حتى الفصول اللاحقة. يرى بلاك أن وتيرة الرواية تُحدد من خلال إطلاق الصاروخ (قبل أربعة أيام بين إعلام بوند من قبل إم والإطلاق) بينما يعتبر أميس أن القصة لها نهاية «مُتعجلة إلى حد ما».
يستخدم فلمنغ أداة أدبية في رواية حاصد القمر يوظفها في مكان آخر وهو وجود حادثة تبدو تافهة بين الشخصيات الرئيسية (لعبة الورق) والتي تؤدي إلى الكشف عن حادثة أكبر، الحبكة الرئيسية التي تنطوي على الصاروخ. يرى دبدن أن المقامرة هي الرابط المشترك وبالتالي فإن لعبة الورق بمثابة «مقدمة للقاء التالي.. للرهانات الأعلى». يعتبر سافوي هذا المفهوم للمنافسة بين بوند والشرير كونه «مفهوم اللعبة والقتال الأبدي بين النظام والفوضى» وهو أمر شائع في جميع روايات بوند.

### الموضوعات

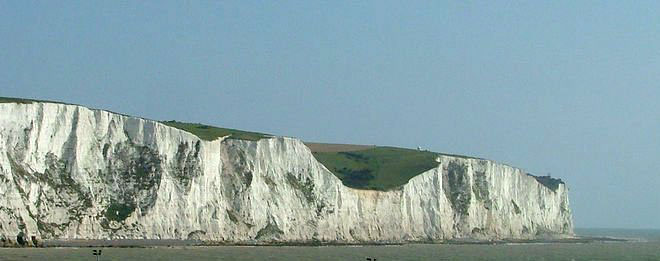
ساهمت «الأهمية المقدسة» لمنحدرات دوفر البيضاء في جعل حاصد القمر «أكثر روايات بوند البريطانية»، وفقًا لبلاك.

يصف باركر الرواية بأنها «ترنيمة لإنجلترا» ويسلط الضوء على وصف فلمنغ لمنحدرات دوفر البيضاء وقلب لندن كدليل على ذلك. حتى كريبس الألماني تأثر بمشهد ريف كينت في البلد الذي يمقته. تضع الرواية إنجلترا (خاصة لندن وكينت) في خطوط الجبهة من الحرب الباردة، ويثبت التهديد لموقعهما على مدى أهميتهما. يعتبر بينيت وولاكوت أن حاصد القمر تحدد نقاط القوة والفضائل في إنجلترا والهوية الإنجليزية كونها «خلفية هادئة ومنظمة للمؤسسات الإنجليزية» والتي تهددها الفوضى التي يجلبها دراكس.
يعتبر الناقد الأدبي ماير ستيرنبرغ [الإنجليزية] أن موضوع الهوية الإنجليزية يمكن ملاحظته في المواجهة بين دراكس (واسمه الحقيقي هو دراخه أي التنين بالألمانية) وبوند الذي يلعب دور القديس جورج خلال الصراع.(6)
كما هو الحال مع «كازينو رويال» و«عش ودعهم يموتون»، يتضمن حاصد القمر فكرة «الخائن في الداخل». لقد كان دراكس واسمه الحقيقي غراف هوغو فون دير دراخه، «ألماني نازي مصاب بجنون العظمة ينتحل شخصية نبيل إنجليزي»، بينما يحمل كريبس نفس اسم رئيس أركان هتلر الأخير. يرى بلاك أنه باستخدام الألماني كعدو رئيسي في الرواية، فإن «فلمنغ.. يستغل نفورًا آخرًا في الثقافة البريطانية في الخمسينيات. فقد وضعت الصحافة الصفراء الألمان في أعقاب الحرب العالمية الثانية كهدف آخر سهل وواضح». تستخدم رواية حاصد القمر اثنين من الأعداء الذين يخشاهم فلمنغ، هما النازيون والسوفيت، فقد كان دراكس ألمانيًا ويعمل لصالح السوفيت؛ في حاصد القمر لم يكن السوفيت عدائيين وقدموا القنبلة الذرية فحسب، بل قدموا الدعم واللوجستيات إلى دراكس. لعب حاصد القمر على مخاوف الجماهير في الخمسينيات من الهجمات الصاروخية من الخارج والمخاوف التي تستند إلى استخدام النازيين لصاروخ في-2 خلال الحرب العالمية الثانية. تأخذ الرواية التهديد إلى أبعد من ذلك، بصاروخ مرتكز على الأراضي الإنجليزية، يستهدف لندن و«نهاية حصانة بريطانيا».

## النشر والاستقبال

### تاريخ النشر
نشرت جوناثان كيب رواية حاصد القمر بنسخة ذات غلاف فني في المملكة المتحدة في 5 أبريل 1955، صمم كينيث لويس الغلاف بعد اقتراح من فلمنغ باستخدام أسلوب اللهب المنمق؛ صدرت الطبعة الأولى من 9.900 نسخة. كانت مجموعة ماكميلان الناشر الأمريكي للرواية في 20 سبتمبر من ذلك العام. نشرت بان بوكس [الإنجليزية] نسخة ورقية من الرواية في المملكة المتحدة في أكتوبر 1956، بيع منها 43.000 نسخة قبل نهاية العام. نشرت بيرمابوكس [الإنجليزية] الغلاف الورقي في الولايات المتحدة في ديسمبر من ذلك العام، تحت عنوان «صعب التعامل معه». أُعيد كتابة هذه الطبعة لأمركة المصطلحات البريطانية المستخدمة وقدم فلمنغ هوامش توضيحية مثل قيمة العملة الإنجليزية مقابل الدولار. صدرت الرواية منذ نشرها لأول مرة في العديد من الطبعات بغلاف فني وورق مقوى وتُرجمت إلى عدة لغات ولم تنفد طبعتها مطلقًا.

### استقبال النقاد

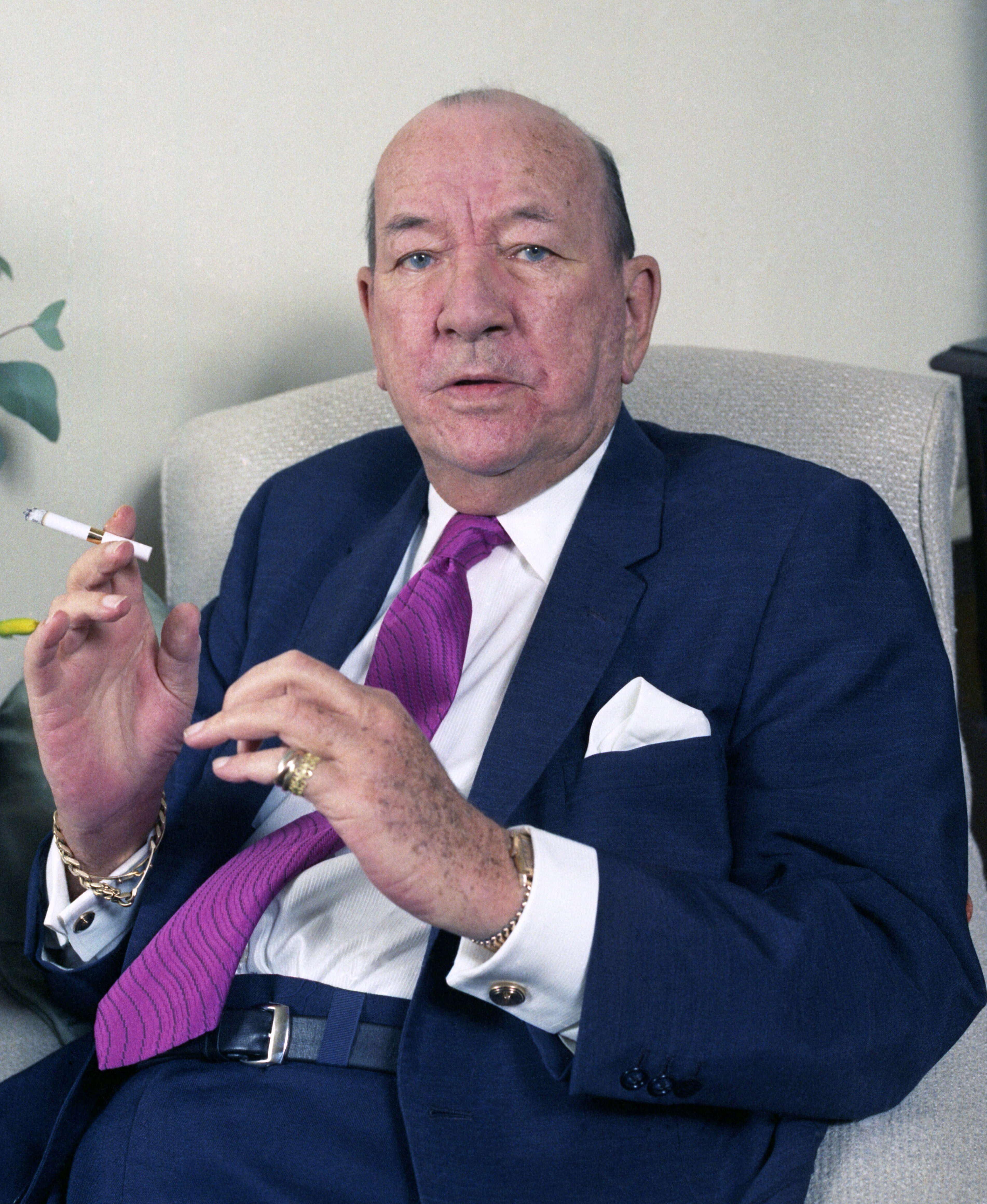
اعتبر نويل كوارد حاصد القمر أفضل روايات بوند الثلاث الأولى.

اعتبر نويل كوارد، وهو صديق فلمنغ وجاره في جامايكا، أن حاصد القمر هي أفضل ما كتبه فلمنغ حتى تلك المرحلة: «على الرغم من أن الأمر بعيد المنال كالمعتاد، فهو ليس بنفس القدر مثل الروايتين الأخيرتين.. ملاحظته غير عادية و موهبته في الوصف واضحة». تلقى فلمنغ رسائل عديدة من القراء تشكو غياب المواقع الغريبة؛ احتج أحدهم «نريد ترويح أنفسنا، لا الجلوس على الشاطئ في دوفر».
وجد جوليان سيمونز، الكاتب في ملحق التايمز الأدبي [الإنجليزية] أن رواية حاصد القمر مجرد «خيبة أمل»، واعتبر أن «ميل فلمنغ.. لمحاكاة شكل الرواية المثيرة قد أخذ زمام الأمور في النصف الثاني من هذه الرواية». كان موريس ريتشاردسون [الإنجليزية] أكثر ترحيباً في مراجعته في الأوبزرفر: «لا تفوتوا هذا»، وحث قائلاً «لا تزال أعمال السيد فلمنغ مقروءة بشكل لا يقاوم، وعلى نحو مدهش». كتبت هيلاري كورك في مجلة المستمع [الإنجليزية]، أنها تعتقد «فلمنغ واحدًا من أكثر كتاب الإثارة إنجازًا»، واعتبرت أن حاصد القمر «يمكن قراءتها بنهم مثل البقية». حذر كورك فلمنغ من المبالغة الدرامية، معلناً أن «السيد فلمنغ من الواضح أنه شديد الإنجاز بحيث لا يحتاج إلى الاتكاء على أجهزة الدم والرعد هذه، فقد جعل شعرنا منتصبًا لثلاثمائة صفحة دون إراقة دماء أكثر مما كان مسموحًا به لشيلوك». اعتبر مُراجع صحيفة الإسكتلندي أن فلمنغ «يدير المنبهات من غير خبث.. "لقد أذهلني!" قد يكون الإدمان معضلة: لكن السيد فلمنغ يمكنه طرحه جانبًا».
اعتقد جون ميتكالف في صحيفة المتفرج [الإنجليزية] أن الرواية «مخزية تمامًا وممتعة للغاية.. بدون [حاصد القمر] لا ينبغي القيام برحلة قادمة عبر السكة الحديد»، على الرغم من أنه اعتبر الرواية أيضًا «ليست ضمن أفضل ما كتبه السيد فلمنغ». كتب أنتوني باوتشر في صحيفة نيويورك تايمز والذي بدا غامضًا، حيث قال «لا أعرف أي شخص يكتب عن المقامرة بشكل أكثر وضوحًا من فلمنغ وأتمنى فقط أن تكون الأجزاء الأخرى من رواياته ترقى إلى مستوى تسلسل المقامرة». يعتقد ريتشارد ليستر من صحيفة نيوستيتسمان أن «السيد فلمنغ مذهل؛ لا يتوقف عند أي شيء». اعتقد آل مانولا في كتاباته لصحيفة واشنطن بوست أن «التقليد البريطاني لكتابة الغموض الثري والوصف الغزير والبطولة القوية كلها ممزوجة جيدًا» في حاصد القمر، حيث قدم ما اعتبره «على الأرجح أفضل روايات الشهر إثارة».

### الاقتباسات

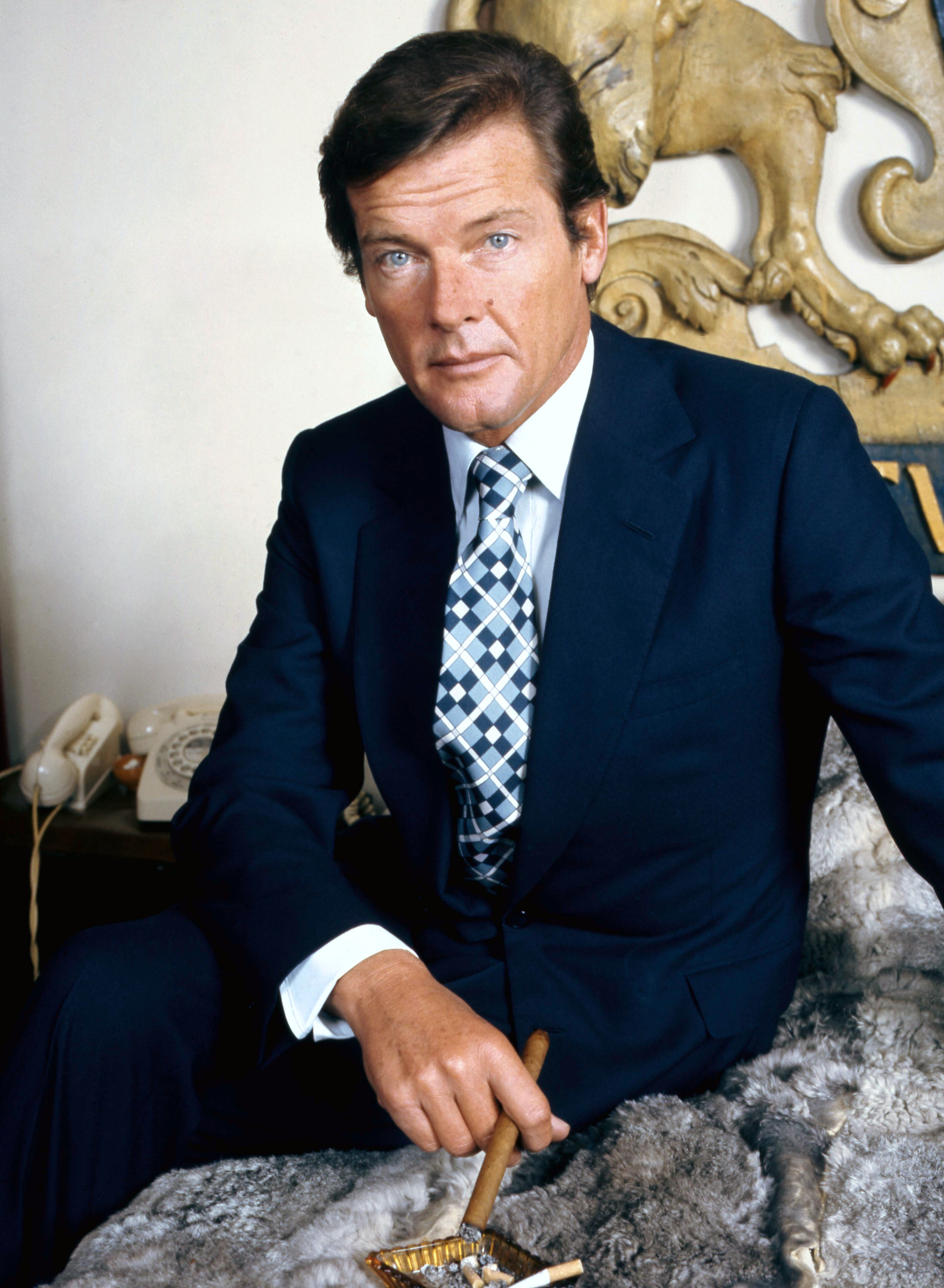
لعب روجر مور دور بوند في فيلم حاصد القمر المقتبس في 1979.

حاول الممثل جون باين اتخاذ خيار بشأن حقوق ملكية الفيلم للرواية في 1955، لكن لم يحدث شيء جراء تلك المحاولة. كما توصلت منظمة رانك [الإنجليزية] إلى اتفاق لإنتاج فيلم، لكن لم يكلل الأمر بالنجاح أيضًا.
لم تكن حاصد القمر الرواية الوحيدة ضمن روايات فلمنغ التي استحوذت إيون للإنتاج عليها في 1961؛ فقد حصلت الشركة على حقوق حاصد القمر في 1969 وكلفت جيري أندرسون بإنتاج سيناريو والمشاركة في كتابته. أعد أندرسون وتوني بارويك معالجة من 70 صفحة لم تُصور مطلقًا، لكن بعض العناصر كانت مشابهة للسيناريو النهائي لفيلم الجاسوس الذي أحبني.
ظهر أول اقتباس لرواية حاصد القمر كمسلسل إذاعي على إذاعة جنوب أفريقيا في 1956، حيث أدى بوب هولنس صوت بوند. وفقًا لصحيفة الإندبندنت، «شعر المستمعون في جميع أنحاء الاتحاد بسعادة غامرة تجاه نبرات بوب الرفيعة وهو يهزم عتاة الإجرام الأشرار الساعين إلى الهيمنة على العالم». اقتُبست الرواية كقصص مصورة نُشرت في صحيفة ديلي إكسبريس ووزعت في جميع أنحاء العالم. وقد كتب اقتباسها هنري غاميدج ورسمها جون ماكلوسكي وطبعت يوميًا من 30 مارس إلى 8 أغسطس 1959. أعادت تيتان بوكس طباعة السلسلة في 2005 جنبًا إلى جنب مع «كازينو رويال» و«عش ودعهم يموتون» كجزء من مختارات «كازينو رويال».
ظهرت حاصد القمر كعنوان للفيلم الحادي عشر ضمن سلسلة جيمس بوند، من إنتاج شركة إيون للإنتاج في 1979. وهو من إخراج لويس غيلبرت وإنتاج ألبرت آر. بروكولي وقد ظهر روجر مور في دور بوند للمرة الرابعة في الفيلم. حافظ الفيلم على العنصر النازي المستوحى من دافع دراكس في الرواية بشكل غير مباشر مع طرح موضوع «العرق المتفوق» ضمن حبكة الفيلم. نظرًا لأن السيناريو كان أصليًا، فقد سمحت شركتا إيون وغليدروز للإنتاج لكاتب الفيلم، كريستوفر وود، بإنتاج روايته الثانية باقتباسها من الفيلم؛ الذي كان بعنوان «جيمس بوند وحاصد القمر [الإنجليزية]». استُخدمّت عناصر حاصد القمر أيضًا في فيلم مت في يوم آخر (2002)، مع ظهور مشهد في نادي بليدز. قالت الممثلة روزاموند بايك التي لعبت دور ميراندا فروست في الفيلم لاحقًا، إن شخصيتها كانت في الأصل تحمل اسم غالا براند.

## الهوامش
1. ليس للرواية أي ترجمة عربية معروفة وقد ورد عنوان الرواية على هذا النحو في صحيفة الإمارات اليوم بتاريخ 9 سبتمبر 2012.
2. كانت فضيحة القمار الملكية، المعروفة أيضًا بفضيحة ترانبي كروفت، فضيحة مقامرة بريطانية وقعت في 1890 وتورط فيها أمير ويلز والملك المستقبلي إدوارد السابع. بدأت الفضيحة خلال حفل منزلي عندما اتُهم السير ويليام غوردون كومينغ [الإنجليزية] وهو ضابط برتبة مقدم في الحرس الاسكتلندي [الإنجليزية]، بالغش في لعبة (بَكَارَاه [الإنجليزية]) كان الأمير حاضرًا لها. على الرغم من أن الأطراف حاولت إبقاء الأحداث سرية، فقد تسربت الأخبار، مما أدى إلى قيام قضية في محكمة رفيعة المستوى، حيث اُستُدعيّ الأمير كشاهد. صدر الحكم على غوردون كومينغ، الذي طُرد من الجيش ونُبذ من المجتمع في سائر حياته.
3. نشرت دار جوناثان كيب رواية «عش ودعهم يموتون» في الخامس من أبريل عام 1954.
4. كما يذكر تشانسلور أوريك غولدفينغر [الإنجليزية] وإرنست ستافرو بلوفيلد وملتون كرست، الأمريكي ذو الخلفية البروسية.
5. يساوي مبلغ 100.000 جنيه إسترليني في 1955 ما يقرب من 1.87 مليون جنيه إسترليني في 2015 وفقًا للحسابات القائمة على مقياس مؤشر أسعار المستهلك للتضخم.
6. يساوي مبلغ 6.500 جنيه إسترليني في 1963 ما يقرب من 121.500 جنيه إسترليني في 2015 وفقًا للحسابات القائمة على مقياس مؤشر أسعار المستهلك للتضخم.
7. يشير ستيرنبرغ أيضًا إلى أن اسم العائلة لشخصية مارك آنج-دراكو في رواية «في الخدمة السرية لجلالتها» (1963) هو اسم لاتيني للتنين، وفي رواية «من روسيا، مع حبي» (1957) كان الاسم الأول لداركو كريم عبارة عن «تباين بتغيير الحروف على نفس اسم الغلاف».

### فهرس المراجع
1. ↑  Lycett 1996، صفحة 250.
2. ↑  Chancellor 2005، صفحات 224–25.
3. 1 2 3  Lycett 1996، صفحة 254.
4. 1 2 3  Chancellor 2005، صفحة 56.
5. 1 2  Lycett 1996، صفحة 253.
6. ↑  Chancellor 2005، صفحة 57.
7. 1 2  Benson 1988، صفحة 7.
8. ↑  Lycett 1996، صفحات 241, 255.
9. ↑  Faulks & Fleming 2009، صفحة 320.
10. ↑  Lycett 1996، صفحات 254–55.
11. ↑  Barnes & Hearn 2003، صفحة 130.
12. ↑  Lycett 1996، صفحة 276.
13. 1 2 3  Lycett 1996، صفحة 257.
14. 1 2 3 4  Griswold 2006، صفحة 105.
15. ↑  Griswold 2006، صفحة 13.
16. ↑  Chancellor 2005، صفحات 98–99.
17. ↑  Black 2005، صفحة 64.
18. 1 2  Black 2005، صفحة 23.
19. ↑  Macintyre 2008، صفحة 180.
20. 1 2  Fleming & Dibdin 2006، صفحة vi.
21. ↑  Macintyre 2008، صفحة 88.
22. 1 2  Chancellor 2005، صفحة 113.
23. ↑  Longden 2009، صفحة 312.
24. ↑  Benson 1988، صفحات 98–99.
25. ↑  Fleming & Dibdin 2006، صفحات 10–11.
26. ↑  Macintyre 2008، صفحة 58.
27. ↑  Chancellor 2005، صفحة 71.
28. 1 2  Parker 2014، صفحات 181–82.
29. ↑  Chancellor 2005، صفحات 76–77.
30. ↑  Macintyre 2008، صفحة 176.
31. ↑  Macintyre 2008، صفحات 178–79.
32. ↑  Chancellor 2005، صفحة 77.
33. 1 2  Black 2005، صفحة 19.
34. ↑  Eco 2009، صفحات 38–39.
35. 1 2 3 4  Benson 1988، صفحة 99.
36. 1 2  Eco 2009، صفحة 39.
37. ↑  Amis 1966، صفحات 70–71.
38. ↑  Chancellor 2005، صفحة 115.
39. 1 2  Black 2005، صفحة 17.
40. ↑  Lindner 2003، صفحة 81.
41. 1 2  Chancellor 2005، صفحة 121.
42. 1 2  Black 2005، صفحة 20.
43. ↑  Parker 2014، صفحة 181.
44. ↑  Bennett & Woollacott 1987، صفحة 100.
45. ↑  Savoye 2013، صفحة 24.
46. ↑  Benson 1988، صفحة 100.
47. ↑  Comentale, Watt & Willman 2005، صفحة 153.
48. ↑  Amis 1966، صفحة 39.
49. ↑  Benson 1988، صفحة 85.
50. ↑  Benson 1988، صفحة 98.
51. ↑  Panek 1981، صفحات 211–12.
52. ↑  Amis 1966، صفحات 154–55.
53. ↑  Chapman 2009، صفحة 164.
54. ↑  Savoye 2013، صفحة 46.
55. ↑  Chapman 2009، صفحة 33.
56. ↑  Bennett & Woollacott 1987، صفحة 101.
57. 1 2 3  Black 2005، صفحة 16.
58. 1 2  Black 2005، صفحة 81.
59. ↑  Black 2005، صفحة 22.
60. 1 2 3  Benson 1988، صفحة 11.
61. ↑  Bennett & Woollacott 2003، صفحات 16–17.
62. ↑  Benson 1988، صفحات 11–12.
63. ↑  Parker 2014، صفحات 186–87.
64. ↑  Chancellor 2005، صفحة 159.
65. ↑  Parker 2014، صفحة 45.
66. ↑  Chapman 2009، صفحة 44.
67. ↑  Hearn & Archer 2002، صفحة 187.
68. ↑  Fleming, Gammidge & McLusky 1988، صفحة 6.
69. ↑  Barnes & Hearn 2003، صفحة 134.
70. ↑  Britton 2005، صفحة 149.
71. ↑  "جيمس بوند.. من «دكتور نـــــو» إلى «السقوط من السماء»". الإمارات اليوم. 09 سبتمبر 2012. مؤرشف من الأصل في 2022-06-05. {{استشهاد ويب}}: |archive-date= / |archive-url= timestamp mismatch (مساعدة)
72. ↑  Matthew 2004.
73. ↑  Tomes 2010.
74. ↑  Lycett 1996، صفحة 255.
75. 1 2  UK CPI inflation numbers based on data available from Gregory Clark (2015), "The Annual RPI and Average Earnings for Britain, 1209 to Present (New Series)" MeasuringWorth.

### معلومات المراجع كاملة
- Amis، Kingsley (1966). The James Bond Dossier. London: Pan Books. OCLC:154139618.
- Barnes، Alan؛ Hearn، Marcus (2003). Kiss Kiss Bang! Bang!: The Unofficial James Bond 007 Film Companion. London: Batsford. ISBN:978-0-7134-8645-2. مؤرشف من الأصل في 2022-04-04.
- Bennett، Tony؛ Woollacott، Janet (1987). Bond and Beyond: The Political Career of a Popular Hero. London: Routledge. ISBN:978-0-416-01361-0. مؤرشف من الأصل في 2022-10-15.
- Bennett، Tony؛ Woollacott، Janet (2003). "The Moments of Bond". في Lindner، Christoph (المحرر). The James Bond Phenomenon: a Critical Reader. Manchester: Manchester University Press. ISBN:978-0-7190-6541-5.
- Benson، Raymond (1988). The James Bond Bedside Companion. London: Boxtree Ltd. ISBN:978-1-85283-233-9.
- Black، Jeremy (2005). The Politics of James Bond: from Fleming's Novel to the Big Screen. Lincoln, NE: University of Nebraska Press. ISBN:978-0-8032-6240-9. مؤرشف من الأصل في 2022-09-22.
- Britton، Wesley Alan (2005). Beyond Bond: Spies in Fiction and Film. Westwood, CT: Greenwood Publishing Group. ISBN:978-0-275-98556-1.
- Chancellor، Henry (2005). James Bond: The Man and His World. London: John Murray. ISBN:978-0-7195-6815-2. مؤرشف من الأصل في 2022-06-09.
- Chapman، James (2009). Licence to Thrill: A Cultural History of the James Bond Films. New York: I.B. Tauris. ISBN:978-1-84511-515-9.
- Comentale، Edward P؛ Watt، Stephen؛ Willman، Skip (2005). Ian Fleming & James Bond: the cultural politics of 007. Bloomington, IN: Indiana University Press. ISBN:978-0-253-21743-1. مؤرشف من الأصل في 2022-09-22.
- Eco، Umberto (2009). "The Narrative Structure of Ian Fleming". في Lindner، Christoph (المحرر). The James Bond Phenomenon: a Critical Reader. Manchester: Manchester University Press. ISBN:978-0-7190-6541-5.
- Faulks، Sebastian؛ Fleming، Ian (2009). Devil May Care. London: Penguin Books. ISBN:978-0-14-103545-1.
- Fleming، Ian؛ Gammidge، Henry؛ McLusky، John (1988). Octopussy. London: Titan Books. ISBN:1-85286-040-5.
- Fleming، Ian؛ Dibdin، Michael (2006). Moonraker. London: Penguin Books. ISBN:978-0-14-102833-0.
- Griswold، John (2006). Ian Fleming's James Bond: Annotations And Chronologies for Ian Fleming's Bond Stories. Bloomington, IN: AuthorHouse. ISBN:978-1-4259-3100-1. مؤرشف من الأصل في 2023-02-09.
- Hearn، Marcus؛ Archer، Simon (2002). What Made Thunderbirds Go!: The Authorized Biography of Gerry Anderson. London: BBC Books. ISBN:978-0-563-53481-5.
- Lindner، Christoph (2003). "Criminal Vision and the Ideology of Detection in Fleming's 007 Series". في Lindner، Christoph (المحرر). The James Bond Phenomenon: a Critical Reader. Manchester: Manchester University Press. ISBN:978-0-7190-6541-5.
- Longden، Sean (2009). T-Force: The Forgotten Heroes of 1945. London: Constable & Robinson. ISBN:978-1-84529-727-5.
- Lycett، Andrew (1996). Ian Fleming. London: Phoenix. ISBN:978-1-85799-783-5.
- Macintyre، Ben (2008). For Your Eyes Only. London: Bloomsbury Publishing. ISBN:978-0-7475-9527-4.
- Matthew، H.C.G. (2004). "Edward VII". قاموس أكسفورد للسير الوطنية (ط. أونلاين). دار نشر جامعة أكسفورد. DOI:10.1093/ref:odnb/32975. (يتطلب وجود اشتراك أو عضوية في المكتبة العامة في المملكة المتحدة)
- Panek، LeRoy (1981). The Special Branch: The British Spy Novel, 1890–1980. Bowling Green, OH: Bowling Green University Popular Press. ISBN:978-0-87972-178-7. مؤرشف من الأصل في 2022-05-31.
- Parker، Matthew (2014). Goldeneye. London: Hutchinson. ISBN:978-0-09-195410-9. مؤرشف من الأصل في 2021-05-01.
- Savoye، Daniel Ferreras (2013). The Signs of James Bond: Semiotic Explorations in the World of 007. Jefferson, NC: McFarland. ISBN:978-0-7864-7056-3.
- Tomes، Jason (2010). "Cumming, Sir William Gordon Gordon-, fourth baronet". قاموس أكسفورد للسير الوطنية (ط. أونلاين). دار نشر جامعة أكسفورد. DOI:10.1093/ref:odnb/39392. (يتطلب وجود اشتراك أو عضوية في المكتبة العامة في المملكة المتحدة)

## روابط خارجية
- Ian Fleming.com الموقع الرسمي لدار إيان فلمنغ للنشر.